# مروحة (طقس كنسي)

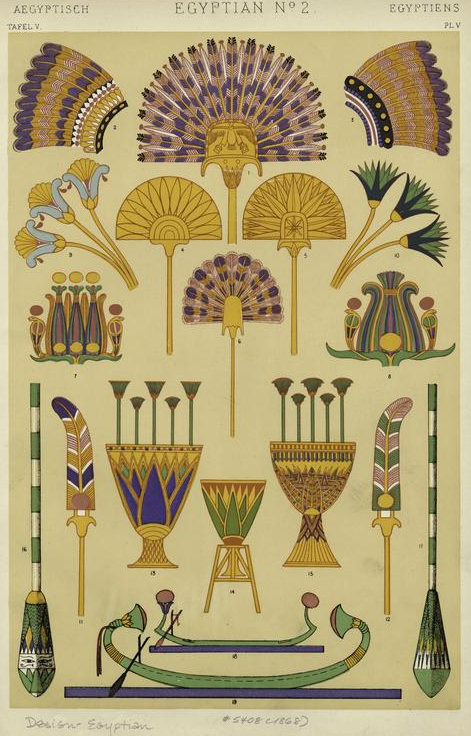
مروحة مصرية قديمة (أعلى الوسط) وزخارف لوتس. 1868، مجموعة صور مكتبة نيويورك العامة.

مروحة (الجمع: مراوح)، في المسيحية لها استخدام في الطقوس الكنسية، وهي عبارة عن مروحة مصنوعة من المعدن والجلود والحرير والرق أو الريش، وتهدف إلى ابعاد الحشرات عن الذبيحة وعن الكاهن، وكذلك لإظهار الشرف. يعود الاستخدام الطقسي لهذه المراوح إلى مصر القديمة، وعُثر على عينة منها في مقبرة توت عنخ آمون. المروحة (بالإنجليزية: flabellum)‏هو أيضًا هيكل على شكل مروحة على الأرجل الخامسة لسرطان حدوة الحصان (Xiphosura).

## التاريخ
استخدمت المروحة في الطقوس الوثنية والكنسية المسيحية منذ زمن بعيد. تنص الدساتير الرسولية ، وهي من أعمال القرن الرابع (الباب الثامن ، فقرة 12) على ما يلي: «ليكن اثنان من الشمامسة، على كل جانب من المذبح، يحملان مروحة، مكونة من أغشية رقيقة، أو من ريش الطاووس، أو من قماش ناعم، ودعهم يطردون بصمت الحيوانات الصغيرة التي تطير حولها، حتى لا تقترب من الكؤوس».